# Dave Capuano
Dave Alan Capuano (né le 27 juillet 1968 à Warwick dans l'État de Rhode Island aux États-Unis) est un joueur professionnel américain de hockey sur glace. Il évoluait au poste d'ailier gauche.
Son frère Jack Capuano était aussi un joueur professionnel de hockey et est devenu entraîneur.

## Biographie
Après avoir fait ses études secondaires au Mount St. Charles Academy, Capuano est repêché par les Penguins de Pittsburgh au 25e rang lors du repêchage d'entrée dans la LNH 1986. Il rejoint les Black Bears de l'Université du Maine et connaît une carrière universitaire couronnée de succès ; il a été nommé à maintes reprises sur les équipes d'étoiles et a figuré parmi les finalistes pour le trophée Hobey Baker remis au meilleur joueur de hockey de la NCAA en 1988 et 1989. Il a de plus pris part avec l'équipe junior des États-Unis au championnat du monde junior de 1987.
Il commence sa carrière professionnelle en 1989-1990 avec les Penguins mais après 6 matchs avec l'équipe et 27 autres avec le club-école des Penguins, les Lumberjacks de Muskegon, il est échangé en cours de saison aux Canucks de Vancouver. Il passe toute la saison 1990-1991 dans la LNH avec les Canucks et dispute 61 parties pour 44 points, ses sommets personnelles dans la ligue. 
Par la suite, en un an, il se fait échanger au Lightning de Tampa Bay, aux Sharks de San José puis aux Bruins de Boston. Il a joué une centaine de parties dans la LNH et a majoritairement joué dans les ligues mineures durant sa courte carrière professionnelle.

## Statistiques

### En club
| Saison     | Équipe                  | Ligue      |     | Saison régulière | Saison régulière | Saison régulière | Saison régulière | Saison régulière |   | Séries éliminatoires | Séries éliminatoires | Séries éliminatoires | Séries éliminatoires | Séries éliminatoires |
| Saison     | Équipe                  | Ligue      | PJ  | B                | A                | Pts              | Pun              | PJ               | B | A                    | Pts                  | Pun                  |                      |                      |
| 1986-1987  | Université du Maine     | NCAA       | 38  | 18               | 41               | 59               | 14               | -                | - | -                    | -                    | -                    |                      |                      |
| 1987-1988  | Université du Maine     | NCAA       | 42  | 34               | 51               | 85               | 51               | -                | - | -                    | -                    | -                    |                      |                      |
| 1988-1989  | Université du Maine     | NCAA       | 41  | 37               | 30               | 67               | 38               | -                | - | -                    | -                    | -                    |                      |                      |
| 1989-1990  | Penguins de Pittsburgh  | LNH        | 6   | 0                | 0                | 0                | 2                | -                | - | -                    | -                    | -                    |                      |                      |
| 1989-1990  | Lumberjacks de Muskegon | LIH        | 27  | 15               | 15               | 30               | 22               | -                | - | -                    | -                    | -                    |                      |                      |
| 1989-1990  | Admirals de Milwaukee   | LIH        | 2   | 0                | 4                | 4                | 0                | 6                | 1 | 5                    | 6                    | 0                    |                      |                      |
| 1989-1990  | Canucks de Vancouver    | LNH        | 27  | 3                | 5                | 8                | 10               | -                | - | -                    | -                    | -                    |                      |                      |
| 1990-1991  | Canucks de Vancouver    | LNH        | 61  | 13               | 31               | 44               | 42               | 6                | 1 | 1                    | 2                    | 5                    |                      |                      |
| 1991-1992  | Admirals de Milwaukee   | LIH        | 9   | 2                | 6                | 8                | 8                | -                | - | -                    | -                    | -                    |                      |                      |
| 1992-1993  | Canucks de Hamilton     | LAH        | 4   | 0                | 1                | 1                | 0                | -                | - | -                    | -                    | -                    |                      |                      |
| 1992-1993  | Lightning de Tampa Bay  | LNH        | 6   | 1                | 1                | 2                | 2                | -                | - | -                    | -                    | -                    |                      |                      |
| 1992-1993  | Knights d'Atlanta       | LIH        | 58  | 19               | 40               | 59               | 50               | 8                | 2 | 2                    | 4                    | 9                    |                      |                      |
| 1993-1994  | Sharks de San José      | LNH        | 4   | 0                | 1                | 1                | 0                | -                | - | -                    | -                    | -                    |                      |                      |
| 1993-1994  | Bruins de Providence    | LAH        | 51  | 24               | 29               | 53               | 64               | -                | - | -                    | -                    | -                    |                      |                      |
| Totaux LNH | Totaux LNH              | Totaux LNH | 104 | 17               | 38               | 55               | 56               | 6                | 1 | 1                    | 2                    | 5                    |                      |                      |

### En équipe nationale
| Année | Compétition                 |   | PJ | B | A | Pts | Pun      |  | Résultat |
| 1987  | Championnat du monde junior | 7 | 1  | 1 | 2 | 2   | 4e place |  |          |

## Trophées et honneurs personnels
- 1986-1987 : nommé dans l'équipe d'étoiles des recrues de Hockey East.
- 1987-1988 :
  - nommé dans la première équipe d'étoiles de Hockey East.
  - nommé dans la première équipe d'étoiles de la région Est de la NCAA.
  - nommé parmi les finalistes pour le trophée Hobey Baker du meilleur joueur de la NCAA.
- 1988-1989 :
  - nommé dans la première équipe d'étoiles de Hockey East.
  - nommé dans la première équipe d'étoiles de la région Est de la NCAA.
  - nommé parmi les finalistes pour le trophée Hobey Baker.

## Transactions en carrière
- Repêchage de 1986 : repêché par les Penguins de Pittsburgh au 2e tour, 25e rang.
- 8 janvier 1990 : échangé par les Penguins aux Canucks de Vancouver avec Andrew McBain et Dan Quinn contre Rod Buskas, Barry Pederson et Tony Tanti.
- 3 novembre 1992 : échangé par les Canucks au Lightning de Tampa Bay avec un choix de quatrième tour au repêchage de 1994 (qui est plus tard échangé aux Devils puis aux Flames qui repêcheront Ryan Duthie) contre Anatoli Semionov.
- 19 juin 1993 : échangé par le Lightning aux Sharks de San José contre Peter Ahola.
- 5 novembre 1993 : échangé par les Sharks aux Bruins de Boston contre un montant d'argent.